# KAJ-KWB Prijs 1957
De 8e editie van de Belgische wielerwedstrijd KAJ-KWB Prijs werd verreden op 10 oktober 1957. De start en finish vonden plaats in Zele. De winnaar was Jozef De Feyter, gevolgd door Jan Van Gompel en Norbert Kerckhove.

## Uitslag
| KAJ-KWB Prijs 1957 |                   |                        |        |
| Plaats             | Naam              | Ploeg                  | Tijd   |
| Winnaar            | Jozef De Feyter   | Libertas               | 4u 35' |
| 2                  | Jan Van Gompel    | Libertas               | z.t.   |
| 3                  | Norbert Kerckhove | Faema-Guerra           |        |
| 4                  | Henri Luyten      | Faema-Guerra           |        |
| 5                  | Karel Clerckx     | O.K. Cycles            |        |
| 6                  | Leon De Lathouwer | Dossche Sport          |        |
| 7                  | Jos Hoevenaers    | Faema-Guerra           |        |
| 8                  | Roger Decock      | Faema-Guerra           |        |
| 9                  | Jean Callaerts    | Plume-Vainqueur-Regina |        |
| 10                 | Jan Adriaenssens  | geen                   |        |

1950 · 1951 · 1952 · 1953 · 1954 · 1955 · 1956 · 1957 · 1958 · 1959 · 1960 · 1961 · 1962 · 1963 · 1964 · 1965 · 1966 · 1967 · 1968 · 1969 · 1970 · 1971 · 1972 · 1973 · 1974 · 1975 · 1976 · 1977 · 1978 · 1979 · 1980 · 1981 · 1982 · 1983 · 1984 · 1985 · 1986 · 1987 · 1988 · 1989 · 1990 · 1991 · 1992 · 1993 · 1994 · 1995 · 1996 · 1997 · 1998 · 1999 · 2000 · 2001 · 2002 · 2003 · 2004 · 2005 · 2006 · 2007 · 2008 · 2009 · 2010 · 2011 · 2012 · 2013 · 2014 · 2015 · 2016 · 2017 · 2018 · 2019 · 2020 · 2021 · 2022